# Равнина Аргир
Равнина Аргир (лат. и англ. Argyre Planitia) — гигантская низменность ударного происхождения в южном полушарии Марса. Одна из самых больших и хорошо сохранившихся ударных структур планеты.
С Земли эта равнина наблюдается как светлое пятно (деталь альбедо). Зимой она покрывается инеем и выглядит особенно яркой. В XIX веке Джованни Скиапарелли назвал эту деталь Аргиром в честь страны серебра в древнегреческой мифологии (возможно, соответствует северо-западной части современной Мьянмы). То, что Аргир — это обширная низменность, удалось установить только с помощью космических аппаратов. Название Argyre (Аргир) для детали альбедо было утверждено Международным астрономическим союзом в 1958 году, а название Argyre Planitia (равнина Аргир) для детали рельефа — в 1973.

## Описание
Равнина Аргир — это внутренняя часть многокольцевого ударного бассейна диаметром более 1500 км (количество и диаметры его колец в разных интерпретациях сильно отличаются). Это вторая по размеру ударная структура Марса после равнины Эллада и одна из крупнейших ударных структур Солнечной системы. Диаметр самой равнины составляет 700–800 км, глубина — 5,2 км по сравнению с окружающими возвышенностями, координаты центра — 50° ю. ш. 43° з. д. / 50° ю. ш. 43° з. д.
Равнина Аргир окружена горными цепями — остатками кольцевого вала. Южная часть этого кольца называется горами Харит, а северная — горами Нереид. Их пересекает несколько сухих речных долин. С юга в равнину впадают, проходя через горы Харит, долины Surius Vallis и Dzigai Vallis, а с юго-востока — Pallacopas Vallis. Последняя соединяется с небольшой долиной Nia Vallis. С севера с Аргиром соединяется долина Узбой (Uzboi Vallis), пересекающая горы Нереид. Возможно, по ней вода стекала с равнины (но это остаётся неясным; по крайней мере, в южной части долины она одно время текла в обратном направлении).
Окрестности равнины усеяны множеством кратеров. Самые крупные из них — 220-километровый «кратер-смайлик» Галле на восточном краю равнины и 140-километровый кратер Гук — на северо-западном.

## Геологическая история
Равнина Аргир образовалась в результате падения огромного астероида, вероятно, в ходе поздней тяжёлой бомбардировки в начале нойской эры, около 4 млрд лет назад. Она может быть одним из наиболее хорошо сохранившихся ударных бассейнов этого периода. Потом на ней оставили заметный след вода и ветер. Изначальное дно ударного бассейна погребено под рыхлым, частично выветренным слоистым материалом, который может быть озёрными отложениями.
Возраст рек, втекавших и вытекавших из бассейна равнины Аргир, неясен; он может быть нойским или гесперийским. Есть гипотеза, что эти реки были частью самой длинной речной системы в Солнечной системе. Она несла воду из высоких южных широт Марса в высокие северные и начиналась долинами Surius Vallis, Dzigai Vallis и Pallacopas Vallis, впадающими в равнину Аргир. Оттуда вода вытекала по долине Узбой и далее шла по долинам Ладон, Жемчужному хаосу и долине Арес, впадающей в равнину Хриса и Ацидалийскую равнину. Полная длина этой речной системы превышает 8000 км (больше диаметра Марса). Источником воды для неё могла быть южная полярная шапка. Но некоторые данные указывают на то, что описанная схема маловероятна: дно долины Узбой около 35° ю. ш. находится довольно высоко, и для прохождения воды по указанному маршруту её уровень должен был быть очень высоким. Равнина должна была заполниться до края, накопив не менее 2,1 млн км3 воды, что несовместимо с современными представлениями о гидрологической истории Марса. Однако частичное заполнение Аргира водой из южной полярной шапки, вероятно, всё же происходило. Эта вода в замёрзшем состоянии лежит там и сейчас.

## Галерея

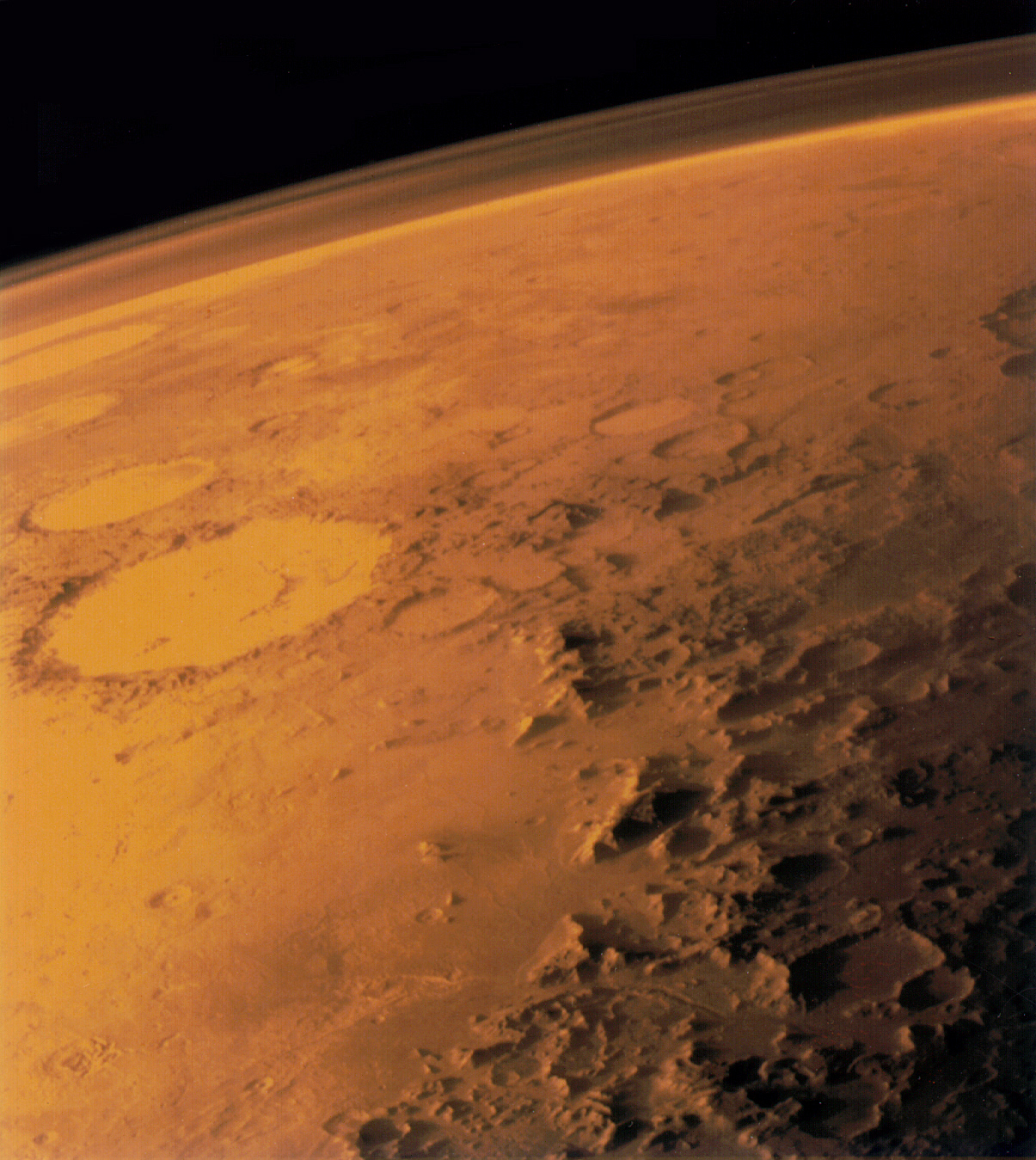
Южная окраина равнины Аргир. Видно горы Харит (внизу) и кратер Галле (слева).
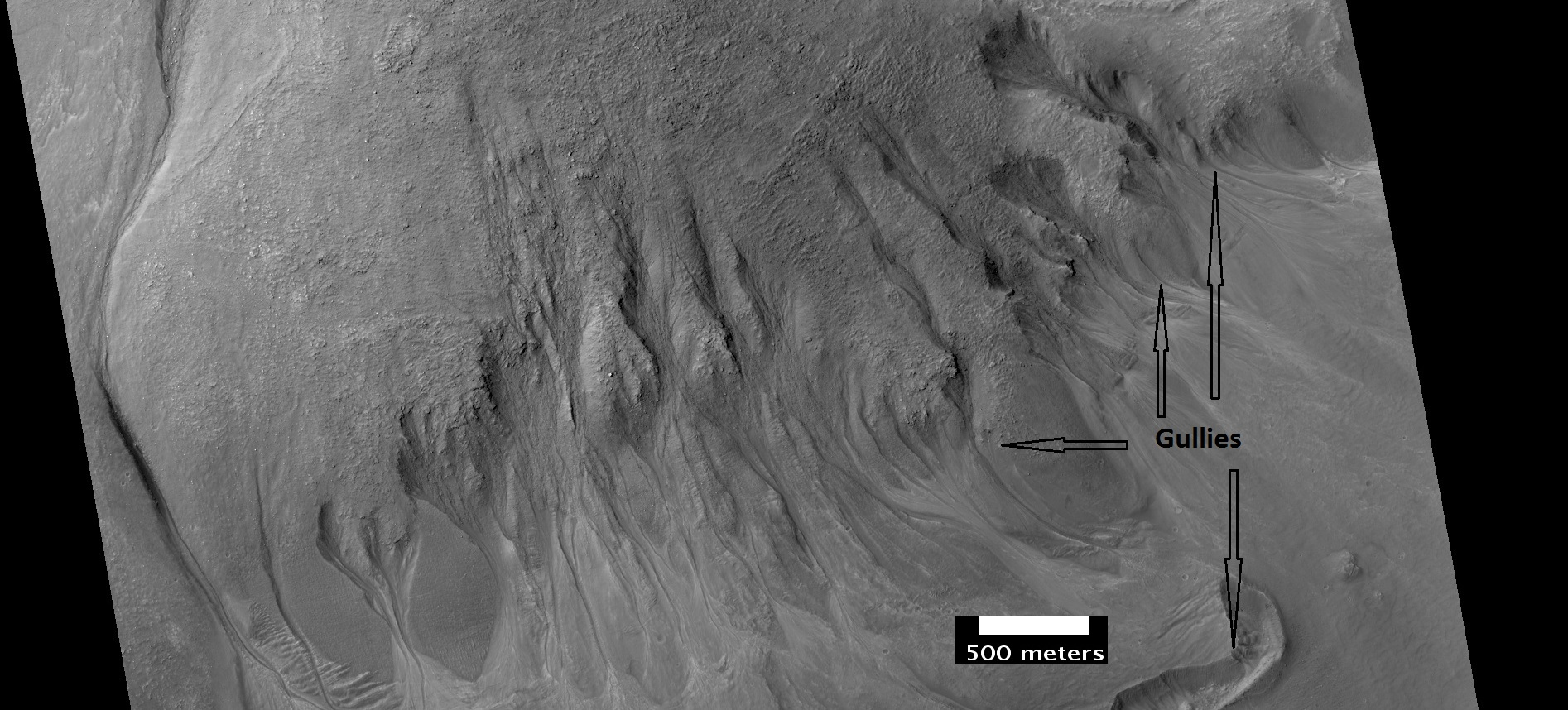
Овраги в горах Нереид, снимок камеры HiRISE.
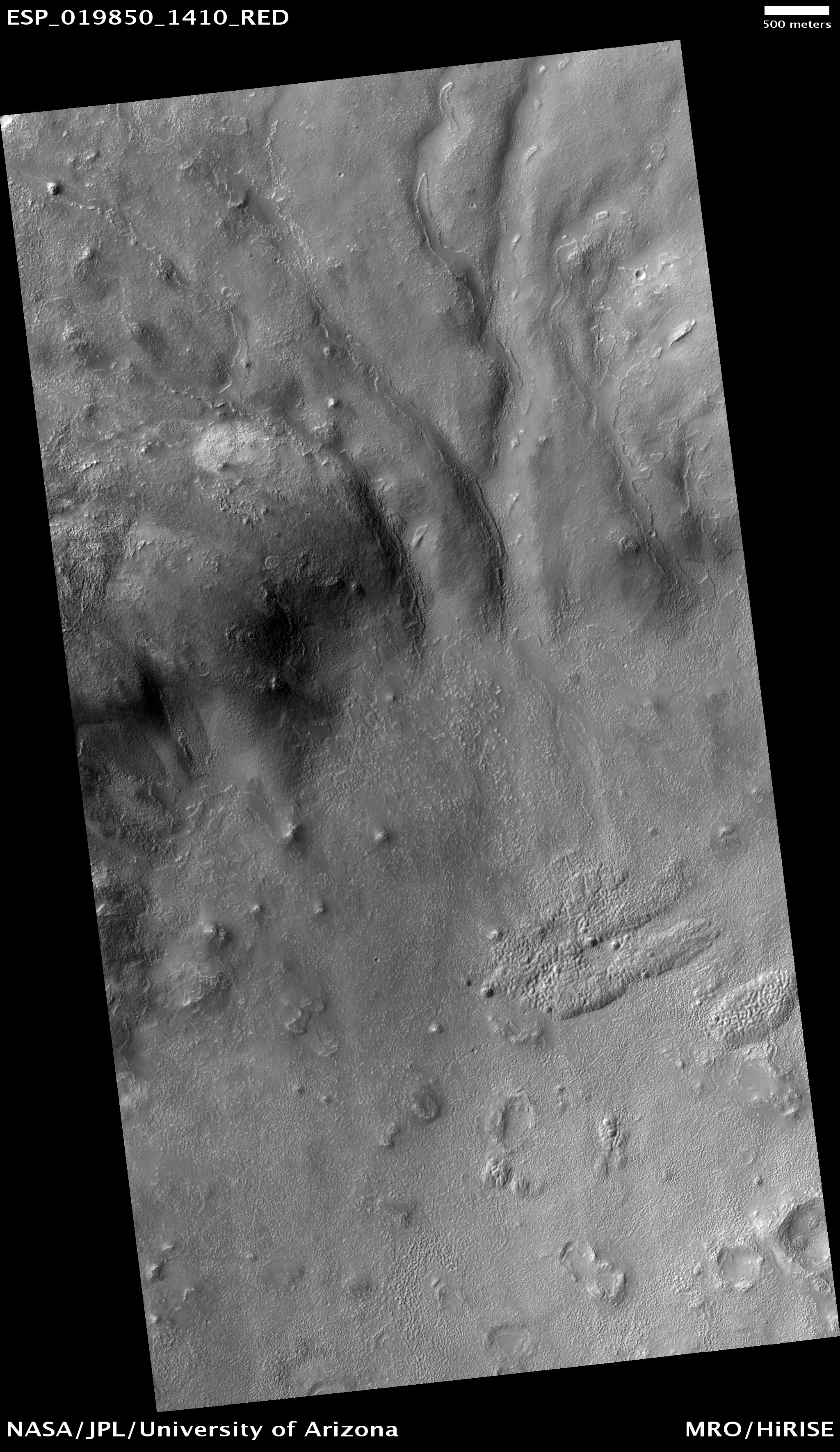
Поверхность равнины Аргир, снимок космического аппарата MRO.
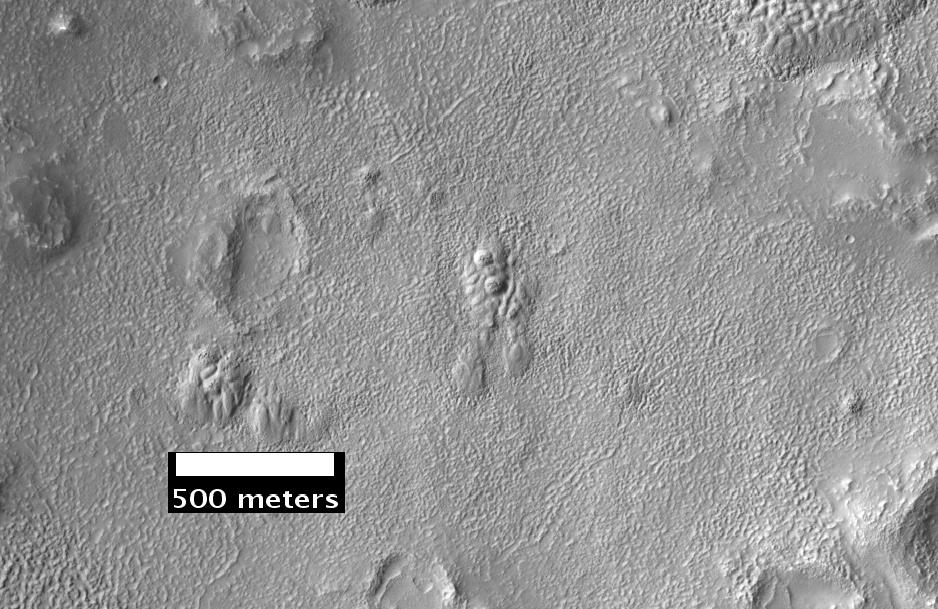
Поверхность равнины Аргир, снимок космического аппарата MRO.